# هيئة الاتحاد الوطني

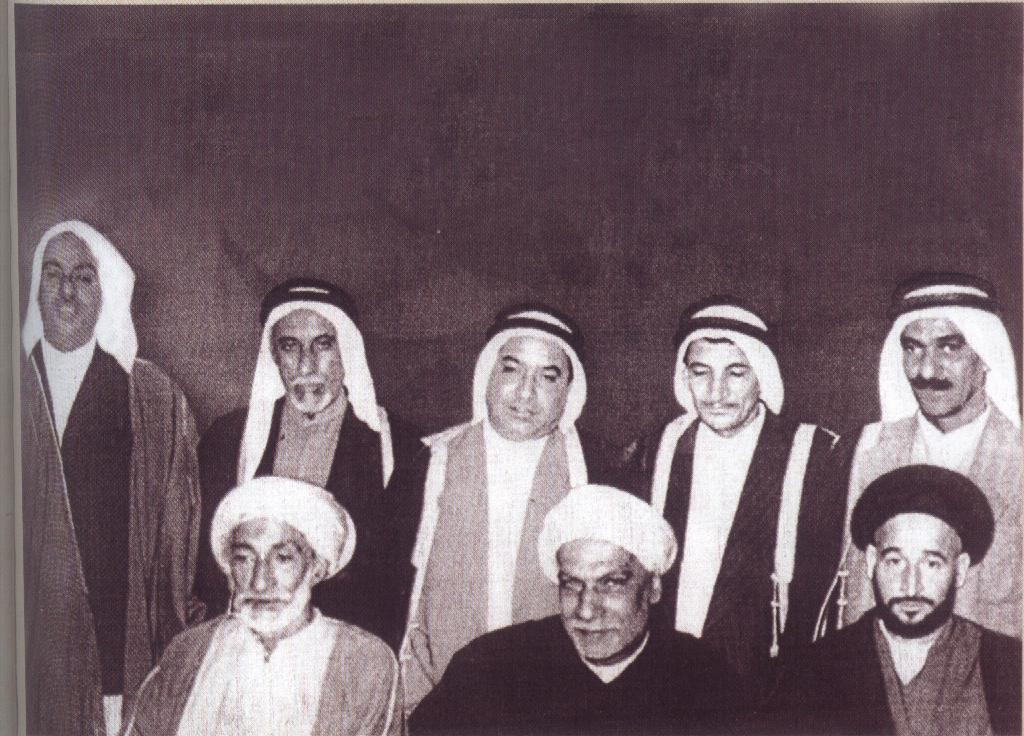

تعتبر هيئة الاتحاد الوطني أول تجمع سياسي وطني يجمع طائفتي السنة والشيعة في البحرين اثر الإستقطابات الطائفية التي كانت سائد في فترة الخمسينات من القرن الماضي، والأحداث المؤسفة التي تمثلت في اصطدامات ذكرى مقتل الحسين بن علي (عاشوراء) عام 1953، وحادثة مصفاة النفط.
في هذه الفترة جاءت فكرة إنشاء مجلس يمثل الطائفتين، فاتفق زعماء الطائفتين بعقد اجتماع في مسجد الجمعة بمدينة المحرق، لكن لم يعقد هذا الاجتماع بسبب إرسال حاكم البحرين بمنع عقد هذا الاجتماع. على الرغم من ذلك زادت الاتصالات بين زعماء الطائفتين وبدأوا بالاجتماع في المساجد، كانت هذه الاجتماعات ذات صبغة وطنية.

## أهم الاأحداث التي أدت إلى إنشاء الحركة الوطنية

### النزاعات الطائفية
من أهم وأبرز هذه النزاعات هو النزاع الذي حدث في جزيرة سترة بالقرب من مصافي النفط في 15 يونيو 1954، وقتل فيه 4 من السنة فألقت الشرطة القبض على زعماء الشيعة في هذا النزاع، وحكمت المحكمة عليهم بالسجن لمدة 3 سنوات ودفع غرامة قدرها 5000 روبية. أثار هذا غضب الشيعة وظهروا في مظاهرات إلى «القلعة» حيث يسجن زعمائهم لمحاولة إخراجهم، فقتلت الشرطة 4 من الشيعة، مما زاد من غضب الشيعة فحملوا قتلاهم بمظاهرة إلى دار المقيم السياسي البريطاني، وأضربوا لمدة اسبوع، ولكن تم إيقاف هذا الإضراب بعد ما وعجتهم الحكومة بتعيين لجنة للبحث عن أسباب التي أدت إلى إطلاق النار ومعاقبة المسببين له. ولكن لم تقف النزاعات عند هذا الحد فاستمرت النزاعات بين الطائفتين.

### إضراب عمال شركة أرامكو في المملكة العربية السعودية
في أواخر عام 1953 أضرب العمال العرب في شركة أرامكو في المملكة العربية السعودية، وعاد العمال البحرينيون ممن كانوا يعملون في هذه الشركة، وبدأوا يتحدثون بحماس عن نشاط الطبقة العاملة في الشركة وعم مطلبهم العمالية، هذا ما أدى إلى تحسس عمال شركة النفط بابكو بأهمية هذه المطالب وضرورة تقديم ما يماثلها إلى شركتهم.

### إضراب سائقي سيارات الأجرة وأصحابها في 25 أغسطس 1945
أضرب سائقو سيارات الأجرة وأصحابها فتعطلت حركى السير وذلك بسب زرع المضربين المسامير في الشوارع، واستمر هذا الإضراب لمدة أسبوع. كان المضربون يطالبون بتخفيض قسط التأمين والسماح لهم بإنشاء «صندوق التعويضات» وإلغاء رسوم الجسر. انتهى الإضراب بعد تأسيس صندوق تأمين للسواق وهي شركة تأمين تعاونية أطلق عليها اسم (صندوق التعويضات التعاوني) وكان سكرتير الصندوق هو عبد الرحمن الباكر والهيئة الإدارية كانت من ابرز الشخصيات من سكان البحرين في ذاك الوقت وزعماء السواق.
في أكتوبر 1954 عقد اجتماع كبير في مسجد بن خميس ضم شباب الطائفتين، كانت من أهم قرارات هذا الاجتماع تكوين جبهة تتولى زعامة الشعب لمجابهة الديكتاتورية المتمثلة في بلكريف. عقب هذا الاجتماع اجتماع آخر بعد أسبوع في السنابس لانتخاب ممثلي الجبهة وتهيئة الشعب عن طريق الصحافة (صحيفة القافلة). تم اختيار قوام هذه الهيئة التي تألفت من 120 شخص، ولجنة تنفيذية لها من 8 اشخاص (4 من الطائفة السنية و 4 من الطائفة الشيعية)، وتم الاتفاق على 8 اشخاص خلفاء للجنة في حال اعتقال أعضائها الـ 8 الأساسيين وتقديم مطالبهم للحكم.

## قادة هيئة الاتحاد الوطني
1. عبد الرحمن الباكر – الأمين العام
2. عبد العزيز الشملان
3. إبراهيم فخرو
4. إبراهيم بن موسى
5. عبدعلي العليوات
6. السيد علي كمال الدين
7. عبد الله أبو ديب
8. محسن التاجر

## اعضائها
- القادة كانوا من الزعامة القديمة من التجار والزعماء التقليديين - كانوا متوسطين العمر ولم يكووا معاديين للعائلة الحاكمة أو بريطانيا وانما كانوا يمثلون حركة تدعوا إلى إصلاح الأوضاع.
- القاعدة (لجنة المائة والعشرون) كانت من الشباب والعمال وهم كانوا يمثلون النسبة الأكبر- عملوا على توجيه تحركات الحركة لتكون أكثر ثورية ووطنية – مخالفة للقيادة - مما أدى إلى ظهور تيار داخل الهيئة يدعو إلى نبذ شعار «خذ وطالب» وشكلوا حركة «الجبهة الوطنية» وبدأت توزع منشورات سرية ضد الحكومة والاستعمار البريطاني. أطلق عبد الرحمن الباكر هذه الجبهة في أحد بياناته «الجبهة الوطنية المزيفة» وذلك بسبب رفض القادة بالقيام بالأعمال الارهابية لنيل حقوقهم.

## الوسائل التي تعتمدها الهيئة لنشر أهدافها ومفاهيمها

### إصدار البيانات في المناسبات وتصريحات القادة
أصدرت الهيئة بيانها الأول في 13 أكتوبر 1954 حددت فيه مطالبها موضحة أهميتها وأسبابها، بعد ارسالها للحاكم اخبرهم بأنه احيط علماً بها وانها سيدرسها. في اليوم التالي، أصدرت الحكومة بياناً جاء فيه بأن لا يحق للهيئة التقدم بمثل هذه المطالب لأنها لا تمثل أحد وأن الحكومة جادة بتنفيذ الإصلاحات ضمن المخطط الذي رسمته وحذرت الهيئة من الإخلال بالأمن وانها ستضرب العابثين.

## موقف السلطات البريطانية من الحركة الوطنية الجديدة بقيادة الهيئة التنفيذية العليا
كان هم السلطات البريطانية من الحركة الوطنية الجديدة بقيادة الهيئة التنفيذية العليا الوحيد هو الحفاظ على الوضع والوقوف بوجه الأفكار القومية الوطنية. و	بعد إصدار الهيئة لبيانها الأول بدأ المقيم السياسي والوكيل السياسي يراقبان الأحداث عن كثب ولاحظا انها تمس وضع بريطانيا بشكل جدي، واعلنا تأيدهما لبعض مطالب الهيئة كإصلاح النظام القضائي وجلب قضاة ذوي كفاءة من غير العائلة الحاكمة، ولكنهما لم يؤيدوا فكرة المجلس التشريعي لأنه سابق لأوانه، ولم يؤيدوا تكوين نقابة للعمال لعدم وجود الوعي العمالي الكفيل لممارسة العمل النقابي.
بعد اتجاه الهيئة إلى معارضة الاستعمار البريطاني بصورة معلنة أعلنت بريطانيا عن مساندتها لحكام البحرين وكانت تشجع الحكومة إلى الوقوف بوجه مطالب الهيئة وإعطائها الأذن الصماء.

## الإضرابات
ازداد التذمر بين الشباب وبدأوا يطالبون بإعلان الإضراب لتحقيق مطالبهم، غير ان القيادة لم تقم بذلك بل قامت باستغلال المناسبات الدينية لعقد الاجتماعات لإظهار قوة الهيئة التنفيذية وتأييد الشعب لها امام السلطة. في أربعينية الامام الحسين عقد اجتماع في مسجد مؤمن، نوقشت فيه المطالب التي تقدمت بها الهيئة وانتقدوا جواب السلطة. انتهي الاجتماع بهتافات مؤيدة للهيئة وتلاوة قسم الوطنية وتوحيد الصفوف بين الطائفتين. عقب هذا الاجتماع اجتماعاً اخر في المولد النبوي، ضم 20 ألف مواطن في مسجد العيد، نوقشت فيه نفس المواضيع التي تمت مناقشتها في الاجتماع السابق. بالرغم من ذلك بقيت السلطة متصلبة في رأيها ولم تستجب لمطالب الهيئة، فازداد الضغط من قبل قاعدة الشباب على قادة الهيئة، فأدى هذا إلى بداية الإضرابات بقيادة هيئة الاتحاد الوطني.

### الإضراب الأول
في 4 ديسمبر أعلن قادة الهيئة إضراب عامل يشمل جميع مرافق الدولة، كان للعمال دور أساسي في هذا الإضراب. حاولت الحكومة أن تقلل من أهمية الهيئة وتمجد سياستها المتسامحة مع المضربين وأصدرت بيان تذكر المضربين بالخسائر المادية وأثارت الشبهات حول المبالغ التي جمعتها قبل وأثناء الإضراب، ولكن أفعال الحكومة لم تلق آذان صاغية، فأعلنت الحكومة موافقتها على التفاوض حول المطالب في حالة انها الإضراب، وتم الاتفاق على بعض المطالب منها جلب خبير لسن قانون مدني وجنائي وانتخاب لجنة لمساعدته فيما يتعلق بأوضاع وتقاليد البلاد، وجلب قاض لكل محكمة بجانب القضاة المحليين، وتنظيم الأمن حسب النظم المتبعة في العالم، وإصلاح السجون، وتأليف لجنة لدراسة مشاكل دائرتي التعليم والصحة، وتشكيل مجلسين خاصين بهما مستقلين إدارياً ومادياً، كما اعنت الحكومة عن نيتها إصدار قانون العمل وجلبت خبير إنكليزي لذلك، لكنها لم تكن صادقة في نواياها.
بدأت الحكومة تضع تضع العراقيل لتنفيذ مطالب الهيئة. قطعت بابكو أجور الأيام التي تغيب العاملون فيها وبدأت بنقل عدد كبير من العمال الوطنيين العاملين لديها إلى أعمال المقاولين وشغلت أجانب بدلاً منهم، وجعلت الحكومة من قانون العمل التي اعتبرتها ترضية منها للعمال يخدم مصالحها ومصالح الشركات الأجنبية العاملة في البحرين. فجلبت الخبير الإنكليزي لوضع قانون العمل وجرت انتخابات اللجنة الاستشارية لمساعدة هذا الخبير في سن القوانين، تألفت اللجنة من 9 أشخاص، 3 يمثلون الحكومة و 3 يمثلون الشركات و 3 يمثلون العمال، وبذلك ضمنت الحكومة 6 أصوات في صفها.

#### اللجنة الاستشارية
استمرت اجتماعاتها لمدة 18 شهر (سنة ونصف السنة) عقد فيه 58 اجتماعاً، تمكنت فيهم من وضع مسودة (قانون العمل البحراني) و (قانون التعويضات) للعمال وقدمتها للحاكم وتم الموافقة والتصديق عليها بعد إجراء بعض التغييرات، وتم العمل به من الأول من يناير عام 1958. كذلك تمكنت هذه اللجنة من تشكيل نقابة عمالية أطلق عليها (اتحاد العمل البحراني)، تألفت من 13 ألف عامل وكان اهداف الاتحاد هي الدفاع عن حقوق العمال وزيادة اجورهم وتحديد عدد الأجانب وتوظيف بحرانيين بدلاً منهم. اثير جدل بين الحكومة والهيئة التنفيذية حول هذا الاتحاد، كانت الهيئة تصر على منظمة عمالية واحدة لأن أحوال البحرين في ذاك الوقت لا تسمع بإقامة نقابات متعددة وانها ستكون سلاحاً قوياً توجهه الهيئة ضد السلطة، أما الحكومة وأصحاب العمل فقد عارضوا هذه الفكرة. في 22 فبراير 1956 عقدت الهيئة التأسيسية للاتحاد العمالي اجتماع لتنظيم الانتخابات وتشكيل الاتحاد رسمياً. تألف مجلس الإدارة من 16 عضواً 5 من عمال بابكو و 4 من عمال الحكومة و 2 من عمال المؤسسات الأخرى و 4 من الكفاءات العامة وأمين السر. وكان من أهم مطالب الهيئة ما يلي:

##### القضاء
أهتمت الهيئة كذلك بالقضاء في البحرين وأكدت على ضرورة إصلاح القضاء ووضع قانون عام مدني وجنائي. في ذلك الوقت لم تكم القوانين مدونة ولم يكن الحكام حاصلين على الحد الأدنى من الدراسة القانونية إذ كانوا يصدرون الاحكام حسب أهوائهم الشخصية، واعتماد المحاكم على إصدار قرارات أحكامها في الجريدة الرسمية كلما دعت الحاجة إلى تشريع جديد. اعترف بلكريف بذلك، فكان يطبق القانون السوداني للقضايا المدنية والقانون المعمول به في الهند للقضايا الجنائية، كما ان الحكومة بنفسها شعرت بضرورة إصلاح القانون فوافقت في مفاوضاتها مع الهيئة اثر انتهاء الإضراب الأول على جلب خبير لسن القانون المدني والجنائي وتعيين قاضي من خارج البحرين لكل محكمة لجانب القضاة المحليين، لكن الحكومة لم تكن جادة في ذلك. استدعت الحكومة خبير إنكليزي (Mr. Peace) لوضع القانون الجنائي – قانون لجميع الوكالات السياسية في الخليج – بعد إجراء بعض التغيرات تم الموافقة في يونيو 1955 من قبل الحكومة على القانون وطبق في أغسطس 1955. كانت بنود هذا القانون جائرة لا يمكن السكوت عنها، فكان القانون يجعل من البحرين جزء من المملكة المتحدة ويقضي على الحريات وعلى الهيئة التنفيذية ولا يطبق الا في حالة الطوارئ والأحكام العرفية من قبل المستعمر في مستعمراته، فهو ينص على السجن لمدى الحياة لكل من يسبب للحاكم وولي العهد اذى أو اشهار الحرب أو حرمانه من سلطانه أو حاول إجراء تغيير في شكل الدولة أو القوانين وفرض القانون البريطاني – عامل البحرانيين وكأنهم بريطانيون (طابع الحماية والعبادة البريطانية)- كما ان هذا القانون خنق الحريات الشخصية بعدم السماح لهم بالاشتراك بأي جمعية أو منظمة سياسية أو حتى التعبير عن الرأي، ونص هذا القانون على قتل أي معارض للقانون أو أي شخص يقوم بنشاط سياسي، ويجوز لأي شرطي أو من يساعده بأن يستعمل القوة الضرورية للتغلب على مقاومته ولا يعاقب جنائيا حتى إذا تسبب بقتل أحد.
عارض البحرانيون هذا القانون بشدة فاضطر حاكم البحرين إلى إصدار امر بتأخير تنفيذ العقوبات إلى أكتوبر 1955 وتعيين لجنة لدراسة بعض المواد، لكن الهيئة استطاعت ان تجبر الحكومة على عدم تنفيذ هذه الحكومة على الرغم من أن الحكومة طبقته بحذافيره بعد حل الهيئة.

##### تشكيل مجلسي المعارف والصحة
شكلت لجنة لدراسة مشاكل هاتين الدائرتين إضراب إضراب 4 ديسمبر 1954 في 10 يناير 1955، رفعت هذه اللجنة توصيتها بحاجة المعارف إلى إصلاح شامل وسريع وضرورة تشكيل مجلس المعارف على ان يكون إختصاصة النظر في ميزانية المعارف وعزل الموظف المسيء من الدائرة. على اثر ذلك اصدر امر من الحاكم بتعيين أعضاء مجلسي المعارف والصحة لإرشاده في كيفية إدارة شؤون الدائرتين، كان أعضاء المجلس متعاطفين مع رغبات الحاكم ومعارضين للهيئة، فلم تعترف الهيئة بهذا المجلس وجهدت لإزالته. أعلنت الحكومة في أكتوبر 1955 بتشكيل مجلس المعارف المؤلف من 12 عضو نصفه معين والآخر منتخب عن طريق الانتخاب الحر، وفاز جميع مرشحي الهيئة في الانتخابات الحرة – مما يدل على ان الهيئة كانت تمثل معظم الشعب- السلطة بدأت بوضع عراقيل لشل عمل هذا المجلس ولم يعقد أي اجتماع لهذا المجلس، خاص وان الحكومة قد ابدلت النظام وعينت 7 أعضاء بدلا من 6، اثنان ممن فشلوا في الانتخابات، كما انها عينت رئيس للمجلس وهذا لم يكن متفق عليه. فأرسلت الهيئة التنفيذية العليا مذكرة إلى حاكم البحرين بأن إذا لم يجتمع المجلس فان الهيئة غير المسؤولة عما يحدث في البلاد وكلك تضمنت المذكرة بعض المطالب منها: تشكيل مجلس تشريعي وجلب الدكتور عبد الرزاق السنهوري كخبير لسن قانون البحرين وإعادة الشرطة الباكستانيين والعراقيين إلى بلادهم وبدالهم بشرطة من البحرانيين. لكن ردود الحكومة كانت برفض كل مطالبها وذلك لزعمها محاولة جلب الدكتور عبد الرزاق لكنه منشغل وان حاجة البحرين الماسة إلى المزيد من الشرطة وعدم توفر الشروط اللازمة في المجندين المحليين اضطرت الحكومة لجلب الشرطة من خارج البحرين.
هذا ما دل على ان الاتفاق بين الحكومة والهيئة كان امر صعب، فالحكومة لم تكن راغبة نهائياً في تحقيق مطالب الهيئة وان موافقتها على المطالب ما كان إلا خضوعاً لأمر الواقع، وبعد الموافقة دائما ما كانت تعرقل تنفيذ المطالب. لكن الحكومة لم ترغب الوقوف بعنف في وجه الحركة الوطنية لأن الهيئة اثبتت جدارتها وكانت تشمل معظم السكان البحرينيين ولكنها عززت قوات الأمن بجلب أعداد كبيرة من المجندين من خارج البحرين لضرب الحركة الوطنية. ادركت الهيئة موقف الحكومة وأصدرت بياناً في فبراير 1956 انتقدت فيه فشل الحكومة في الاستجابة لمطالبها واتهمتها باصدار البلاغات الغامضة الغرض منها تخدير الشعب وكسب الوقت وحذرت الهيئة الحكومة بقولها هذه التصرفات تزيد من الصراعات والانفعالات. عند اعلان الملك حسين في الأردن بعزل القائد الإنكليزي في عام 1956 استبشرت الهيئة بهذه الضربة وطالبت بإبعاد بلكريف من البحرين أيضاً. فظهر الشعب في مظاهرات مطالبين عزل بلكريف، وازدادت هذه المظاهرات عندما قام وزير خارجية بريطانيا «سلوين لويد» بزيارة البحرين في رحلته إلى باكستان عام 1956 فاستقبله المتظاهرون على الجسر الذي يربط المنامة بجزيرة المحرق وألقوا على موكب الاستقبال الحجارة مما أدى إلى اصابة البعض من بينهم وزير الخارجية، وتعالت الهتافات ضد بلكريف وسياسته التعسفية، وكسر المتظاهرون المصابيح الكهربائية واشعلوا النيران في السيارات البريطانية العائدة من المطار.
اثر هذا الحادث على علاقة الهيئة بالحكومة من جهة وعلاقة الحكومة ببريطانيا من جهة أخرى. في هذه الأثناء تحولت سياسة الهيئة السلمية إلى سياسة ثورية مؤكدة بأن لا سبيل للحصول على مطالبها الا بالعنف والمظاهرات. وغيرت السلطات البريطانية سياستها مع الهيئة فوقفت بجانب الحاكم ضد الهيئة، لكن لم تتخذ السلطات البريطانية والحكومة أي إجراءات ضد ما حدث في استقبال وزيرة الخارجية البريطاني فانها كانت تنتظر الفرصة المناسبة للانتقام مما حدث.

### الإضراب الثاني
في 11 مارس 1956 حدث نزاع بين أحد موظفي البلدية واحد باعة الخضر في السوق الرئيسي وتجمهر السكان لفك هذا النزاع، فأطلقت الشرطة النار عليهم وقتلت 9 اشخاص – الشرطة المجندين كانوا من خارج البحرين – فاعلنت الهيئة الإضراب.
اعلنت الحكومة في 12 مارس 1956 بياناً اسفت فيه على الضحايا واعلنت عن تصميمها في حفظ النظام وانها ستجري تحقيقا في الحادثة، لكن هذا البيان لم يلق أذان صاغية وتم اعلان الإضراب. اتخذت الحكومة نفس الإجراءات السابقة ووضعت الحواجز وبدأت تفتش جميع الأشخاص المشكوك فيهم وبالأخص غير البحرينيين واستدعت قوات الأمن البريطانية للحفاظ على الأمن. على الرغم من حذر الهيئة من الاحتكاك بقوات الأمن إلا أن البعض قاموا بزرع المسامير في الشوارع واحرقوا السيارات الحكومية. تدخلت بريطانيا لحل الإضراب وارسل الوكيل السياسي البريطاني بيان إلى حكومة البخرين جاء فيه ضرورة اعفاء بلكريف من منصبه واستدعاء الدكتور السنهوري لسن القوانين المدنية والجنائية. فوافقت الحكومة على المطالب عدا اعفاء بلكريف، فاعترفت بالهيئة التنفيذية العليا في 16 مارس 1956 على ان يغير اسمها إلى «هيئة الاتحاد الوطني»، كما انها ساعدت على ظهور هيئة أخرى كان معظم اعضائها من الإيرانيين لكنها لم تنجح ولم يبقى لها اثر، اما المطالب الأخرى فاعلنت موافقتها المبدئية لكنها لم تكن جادة في ذلك. واعلنت الحكومة بأنها ستحقق في الحوادث التي حدثت في 11 مارس وفي استقبال وزير الخارجية.
بعد فترة من الزمن اكتشفت الحكومة بأن الهيئة تنظم حركة الكشافة لتنظيم العزاء في أيام عاشوراء وتنظيم حركة المرور، فأصدرت الحكومة إعلاناً جاء فيه بأن هذه المنظمات تدرب جيوشا تهدد أمن البلاد. وفي 20 أغسطس 1956 أصدر «قانون نظام جمهوري لعام 1956»، منع فيه ارتداء البدلات الرسمية أو وضع شعار أو وسام يدل على انتماء الشخص لأي منظمة سياسية أو لغرض تشجيع أي هدف سياسي وكذلك منع قانون التدريب على الأسلحة وانتقاد الحكومة في محلات عامة ووضعت عقوبات تتراوح بين السجن لمدة 3 أشهر و 7 سنوات على المخالفين. كما أعلن مستشار الحكومة إلغاء قانون الرقابة على الصحف في أبريل 1955 وبدله بقانون جديد (قانون المطبوعات) حدد فيه مضامين النشرات والكراسات التي تصدرها «هيئة الاتحاد الوطني» واخضتعها للرقابة بعد أن كانت هذه البيانات والكراسات لا تخضع للرقابة. فازداد الاستياء من سياسية بلكريف وازدادت المطالبات بعزله، وبعد الضغوطات المتواصلة من قبل هيئة الاتحاد الوطني على الحكومة وافق الشيخ سلمان على عزل بلكريف من منصبه، ويروي بلكريف قصة الاستقالة بقوله «اقنعت الشيخ على الاستقالة فلم يقبل الشيح الا بعد معرفته لأن الحكومة البريطانية لا ترغب ببقائي أكثر».

## العدوان الثلاثي على مصر
في 30 أكتوبر 1956 هب الشعب العربي لمناصرة مصر ضد بريطانيا وفرنسا وإسرائيل، وكان هذا حال الهيئة التي أعلنت الإضراب، فأصدرت الحكومة إعلان ينص بمعاقبة أي موظف يضرب عن العمل بعدم دفع راتبه في الأيام التي تغيب فيها، لكن الشعب البحريني لم يهتم واعلن الإضراب مع الهيئة. ردا على ذلك أصدرت الحكومة قرار بمنع المظاهرات واعطت الشرطة الصلاحية لاستعمال العنف لتفريق المتظاهرين وان الشرطة ليست مسؤولة جنائية في حالة قتل أي شخص والسجن 5 سنوات وغرامة 5000 روبية لكل من يمنع أو يعطل إعطاء الاشعار من قبل الشرطة للمتظاهرين، وعلى الرغم من ذلك سارت المظاهرات. أعلنت الحكومة حظر التجول في 3 مارس بعد أن أصيب 4 اشخاص عندما اطلقت الشرطة النار لتفرقة التجمعات، وفي اليوم التالي أصيب مواطنين واعتقل 23 شخص من بينهم أحد قادة الهيئة. فتدخلت السلطات البريطانية وتولت الحراسة بدلاً من رجال الأمن وقامت بالاحتلال العسكري للبلاد وأعلنت حالة الطوارئ في البحرين.

## اعتقال قادة هيئة الاتحاد الوطني
استغلت السلطات البريطانية انشغال الرأي العام العربي والعالمية بقضية السويس وقامت بتوجيه حكومة البحرين لاعتقال قادة الهيئة، فقامت باعتقال 4 منهم (عبد الرحمن الباكر وعبد العزيز الشملان وعبد علي عليوات وإبراهيم بن موسى وإبراهيم فخرو).
- 26 نوفمبر تم اعلان حل الهيئة وعدم السماح بالمراسلات أو إصدار المنشورات باسمها.
- 29 نوفمبر أعلنت الحكومة رفع حظر التجول.

اراد حاكم البحرين والسلطات البريطانية ان يجعلوا من قادة الهيئة درسا للذين يفكرون بمعاداة الحكومة واتهموهم باتهامات خطيرة وهي:
1. محاولة قتل الحاكم وافراد اسرته وبلكريف.
2. إجراء تغيرات غير شرعية في الجهاز العسكري بالتعاون مع جهات خارجية (المقصود بها هي مصر).
3. ادخال منظمات عسكرية البحرين.
4. تهييج الرأي العام خلال 4 سنوات.

أصدرت المحكمة بتاريخ 23 ديسمبر بالحكم على كل من:
- عبد الرحمن الباكر وعبد العزيز الشملان وعبد علي عليوات بالسجن لمدة 14 سنة ونقلوا إلى سجن جزيرة سانت هيلانة.
- إبراهيم بن موسى وإبراهيم فخرو بالسجن لمدة 10 سنوات في سجن جزيرة جدة.

لم تكن المحكمة منصفة فقد شكلت من 3 قضاة من العائلة الحاكمة ورفضت توكيل محاميين كما ان الحكم اصدر مسبقا قبل المحاكمة – فقد اصدر بلكريف امر بمرافقة المتهمين إلى جزيرة سانت هيلانة قبل 4 أيام من المحاكمة.
استنكرت بريطانيا والنواب في البرلمان السياسة البريطانية في البحرين وهي خدمة الحكام الاقطاعيين الذين يحرمون شعوبهم الحرية)، واسفرت الضجة حول الحكم الصادرة بحقهم وعادة محاكمة الزعماء الثلاثة المنقولين إلى سجن سانت هيلانة واصدرت المحكمة حكم الإفراج عنهم وصرف التعويضات المالية في عام 1960، اما الزعيمان اللذان سجنا في جزيرة جدة فأكملوا مدة السجن كاملة.

## الأهداف التي نجحت الهيئة في تحقيقها
ان الهيئة نجحت في تحقيق بعض الأهداف منها التالي
- القضاء على النزاعات الطائفية
- استقطاب الشعب حول الوعي القومي
- اوجدت وعيا بين العمال حول حقوقهم العمالية
  - وذلك بإنشاء نقابة عمالية و	اجبار السلطة على وضع قانون العمل
- الاعتراف بمدأ تمثيل الشعب بمجالس المعارف والصحة
- اجبار الحكومة على اقالة بلكريف